# Jumanji (livro)
Jumanji é um livro de fantasia ilustrado para crianças, escrito e ilustrado pelo autor estadunidense Chris Van Allsburg. O livro foi adaptado para o cinema no filme Jumanji em 1995. Tanto o livro como o filme trata-se de um jogo de tabuleiro mágico que implementam animais reais e outros elementos da selva na vida real ao longo do jogo; então os perigos que os jogadores devem ultrapassar no jogo também aparecem na vida real. "Jumanji" é uma palavra Zulu significando "muitos efeitos".
Fritz, um Bull Terrier que aparece em todos os livros de Chris Van Allsburg, aparece como um cachorro de brinquedo na terceira ilustração.

## Sinopse
Enquanto seus pais saem a noite, Judy e Peter Shepherd, depois de brincar com alguns brinquedos, ficam entediados e decidem ir ao parque. Lá eles encontram um jogo de tabuleiro chamado Jumanji. Os dois jovens heróis desta aventura são atraídos para um universo fantástico, onde a vida cotidiana é de repente invadida por animais como leões, macacos, rinocerontes e cobras escapando do jogo para invadir a cidade.

## Adaptações
- Em 1995, foi lançado um longa-metragem de mesmo nome baseado na história. O filme tem personagens adultos que não apareceram na história original como Alan Parrish (Robin Williams), Sarah Whittle (Bonnie Hunt), o oficial Carl Bentley (David Alan Grier), a tia Nora (Bebe Neuwirth) e um caçador de grandes animais chamado Van Pelt (Jonathan Hyde, que também interpretou o pai de Alan, Sam Parrish). Alan Parrish não é o principal protagonista em vez de Judy (Kirsten Dunst) e Peter (Bradley Pierce), mas uma história de fundo é adicionada, é dito que o jogo aprisionou Alan na selva muitos anos antes, enquanto ele e Sarah estavam jogando em 1969, Danny e Walter do final do livro original não aparecem no filme. Também no filme, Judy e Peter estão órfãs depois que seus pais morreram em um acidente de carro no Canadá e sua tia é agora sua responsável legal. Outras mudanças são que os animais causam estragos em toda a cidade, Peter se transformando em um macaco enquanto tenta enganar o jogo e Alan finalmente ganha o jogo em vez de Judy com tudo, incluindo o tempo restaurado de volta ao modo como era antes. Os tambores no jogo também são ouvidos muito longe, o que nunca aconteceu no livro.

- Jumanji, uma série animada baseada no livro e no filme, que foi produzida de 1996 a 1999.
- Uma continuação do filme de 1995, intitulada Jumanji: Welcome to the Jungle, foi lançada em 2017, protagonizada por Dwayne Johnson, Jack Black, Kevin Hart, Karen Gillan e Nick Jonas.[3]
- Uma continuação de Jumanji: Welcome to the Jungle, intitulada Jumanji: The Next Level, foi lançada em 2019, protagonizada por Dwayne Johnson, Jack Black, Kevin Hart, Karen Gillan, Nick Jonas e Awkwafina.[4]

## Sequências
Zathura (publicado em 2002) é uma sequência de Jumanji também escrita por Van Allsburg. Em Zathura, Danny e Walter, do final da história de Jumanji, encontram um jogo de ficção científica que, de igual forma, faz com que os efeitos do jogo ganhem vida. Também foi adaptado em um filme, Zathura: A Space Adventure, lançado em 2005, estrelado por Jonah Bobo, Josh Hutcherson, Dax Shepard e Kristen Stewart.